# Šódžiró Sugimura
Šódžiró Sugimura (4. duben 1905 – 15. leden 1975) byl japonský fotbalista.

## Reprezentační kariéra
Šódžiró Sugimura odehrál za japonský národní tým v roce 1927 celkem 1 reprezentační utkání. S japonskou reprezentací se zúčastnil Hry Dálného východu 1927.

## Statistiky
| Japonsko | Japonsko | Japonsko |
| Roky     | Záp.     | Góly     |
| -------- | -------- | -------- |
| 1927     | 1        | 0        |
| Celkem   | 1        | 0        |